# Леонора (певица)
Леонора Кольмор Йепсен (дат. Leonora Colmor Jepsen, также известна просто как Leonora; род. 3 октября 1998, Копенгаген, Дания) — датская певица. Она представляла свою страну на конкурсе песни «Евровидение-2019» в Тель-Авиве с песней «Love Is Forever», после того как она выиграла Гран-При датской Мелоди 2019 после получения 42 % голосов зрителей и жюри.
Её песня «Love is Forever» сочетает в себе четыре разных языка: английский, датский, немецкий и французский.

## Биография
Родилась и выросла в Хеллерупе к северу от Копенгагена, где она до сих пор живёт. Леонора получила диплом средней школы от гимназии Gammel Hellerup. Она написала много своих песен, выступая в кафе, библиотеках и концертах в небольших школах.. 
Леонора соревновалась в чемпионате мира среди юниоров ISU в 2016 году и в Кубке Риги ISU JGP 2015. В декабре 2016 года Леонора и её брат Лайнус стали золотыми призёрами на чемпионате Дании по фигурному катанию. Ранее была чемпионкой Дании среди юниорок. На данный момент она не участвует в соревнованиях. Работает тренером по фигурному катанию и хореографом.

## Спортивные достижения

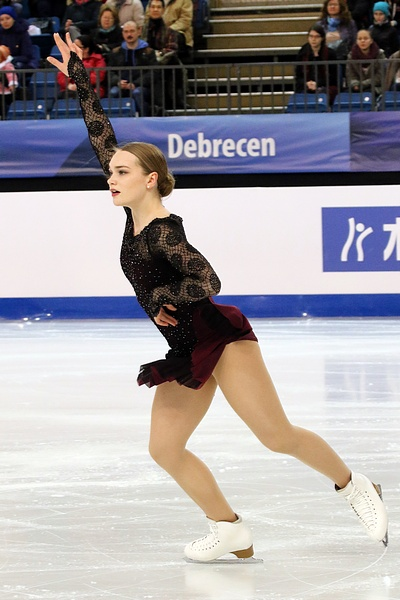
Леонора на Чемпионате мира по фигурному катанию среди юниоров. Дебрецен, 14 марта 2016 года

| Чемпионат мира среди юниоров |     | 42   |
| ЮГП. Латвия                  |     | 23 J |
| Национальные                 |     |      |
| Чемпионат Дании              | 1 J | 1 J  |
| J = среди юниоров            |     |      |

## Дискография

### Синглы
| Год  | Название          | Чарты | Альбом |
| Год  | Название          | DEN   | Альбом |
| ---- | ----------------- | ----- | ------ |
| 2019 | «Love Is Forever» | 16    | —      |